# أحمد فلاتة
أحمد يوسف فلاتة مواليد 8 ديسمبر 2001 في مكة، السعودية، هو لاعب كرة قدم سعودي يلعب في النادي الفيصلي.

## مسيرة اللاعب
لعب في نادي الوحدة والنادي الفيصلي.